# Paedophryne swiftorum
Paedophryne swiftorum (лат.) — вид лягушек из Папуа — Новой Гвинеи из семейства узкоротов. Обнаружен в 2008 году и формально описан в январе 2012 года. Обитает среди опавших листьев в тропических лесах. Назван в честь семьи Свифт, которая выделила средства для создания биологической станции Kamiali, где был найден новый вид.

## Открытие
Paedophryne swiftorum был впервые обнаружен студентом Корнеллского университета во время экспедиции в Папуа — Новую Гвинею в 2008 году. Крик самцов этих лягушек напоминает двойной щелчок. Предполагалось, что эти звуки издают сверчки. Услышав этот звук на близком расстоянии при обследовании многоножек в опавших листьях, Майкл Грюндлер повернул голову и увидел крошечную лягушку, ритмично надувавшую свои вокальные мешки. При длине всего в 8,5 мм эту лягушку можно было принять за неполовозрелого представителя, если бы не тот факт, что брачный крик издают только взрослые самцы для привлечения самок. Paedophryne swiftorum является одним из самых маленьких позвоночных животных в мире (хотя уже в следующем году был обнаружен ещё более мелкий вид —  Paedophryne amauensis, длиной всего 7,7 мм).

## Описание

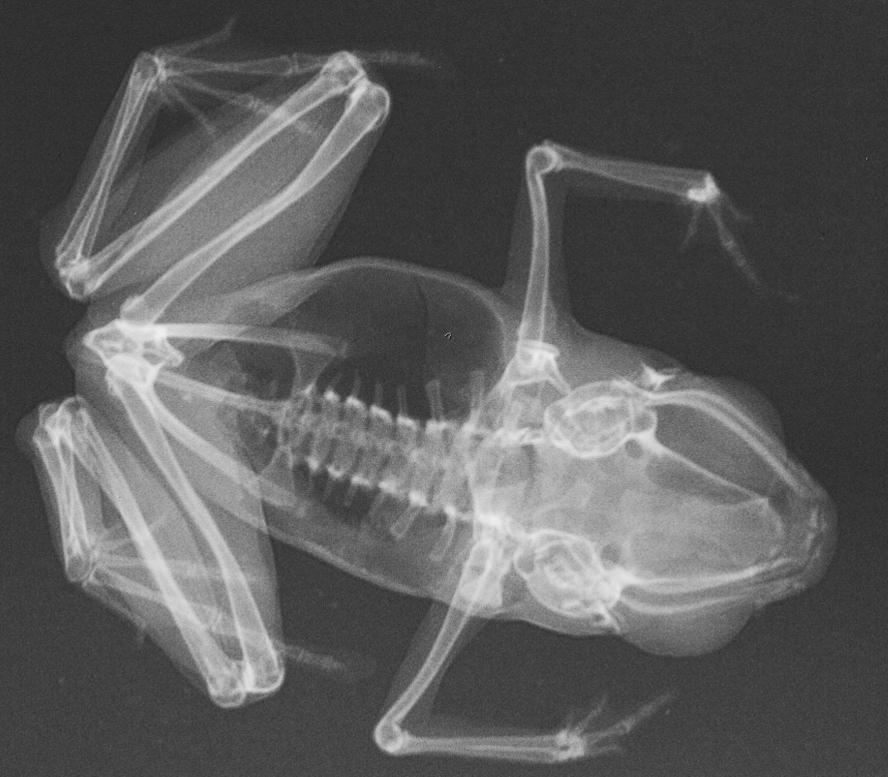
Рентгеновский снимок лягушки Paedophryne swiftorum

Средняя длина Paedophryne swiftorum составляет 8,5 мм. Окрас спины тёмно-коричневый, с нерегулярно разбросанными бледно- или ржаво-бурыми пятнами, иногда с тёмно-коричневой спинной полосой. Нижняя сторона лягушки тёмно-коричневого цвета с более бледным брюхом. Голова короткая и широкая с тупой мордой и большими глазами. Ноги довольно длинные, пальцы конечностей не несут перепонок.  Первые фаланги конечностей укороченные. Некоторые другие фаланги иногда также уменьшаются в размерах. Крик  Paedophryne swiftorum состоит из серии четырёх, шести или восьми двойных нот. Эти лягушки кричат на рассвете и в сумерках, а также днём в сырую погоду.

## Среда обитания
Среда обитания Paedophryne swiftorum аналогична остальным описанным видам Paedophryne. Эти лягушки обитают в листовой подстилке тропических лесов, где её пятнисто-коричневая окраска служит отличным камуфляжем. Этот вид довольно многочислен, исходя из того, что крик отдельных самцов можно распознать каждые 50 см. Эти лягушки питаются крошечными беспозвоночными, такие как клещи и коллемболы, и, скорее всего, являются добычей птиц, мелких млекопитающих и даже крупных беспозвоночных. Развитие, предположительно, прямое, минуя стадию головастика.